# La Tola (ort)
La Tola är en ort i Colombia.   Den ligger i departementet Nariño, i den västra delen av landet, 500 km sydväst om huvudstaden Bogotá. La Tola ligger 14 meter över havet och antalet invånare är 3 769.
Terrängen runt La Tola är mycket platt. Runt La Tola är det glesbefolkat, med 15 invånare per kvadratkilometer. Närmaste större samhälle är El Charco, 16,4 km öster om La Tola. I omgivningarna runt La Tola växer i huvudsak städsegrön lövskog.